# 脱氢去甲氯胺酮
5,6-脱氢去甲氯胺酮（缩写DHNK）是一种含氮有机氯化合物，分子式C
12H
12ClNO，由氯胺酮的代謝產物去甲氯胺酮脱氢而来。